# Smallingerland
Smallingerland (frizonă Smellingerlân) este o comună în provincia Frizia, Țările de Jos. 

## Localități componente
Boornbergum, De Tike, De Veenhoop, De Wilgen, Drachten, Drachtstercompagnie, Goëngahuizen, Houtigehage, Kortehemmen, Nijega, Opeinde, Oudega, Rottevalle, Smalle Ee.